# 제11회 대종상
제11회 대종상의 시상식에 관한 내용이다.

## 수상 및 후보

### 최우수작품상
- 의사 안중근 - 연방영화 수상

### 감독상
- 평양 폭격대 - 신상옥 수상

### 시나리오상
- 쥐띠부인 - 김하림 수상

### 남우주연상
- 평양 폭격대 - 황해 수상

### 여우주연상
- 며느리 - 고은아 수상

### 남우조연상
- 작은 꿈이 꽃필 때 - 김희갑 수상

### 여우조연상
- 작은 꿈이 꽃필 때 - 도금봉 수상

### 촬영상
- 며느리 - 유영길 수상

### 편집상
- 0시 - 유재원 수상

### 조명상
- 쥐띠부인 - 김동포 수상

### 음악상
- 석화촌 - 한상기 수상

### 미술상
- 의사 안중근 - 박석인 수상

### 특별장려상
- 작은 꿈이 꽃필 때 - 우진필름 수상
- 0시 - 태창영화 수상

### 문화영화작품상
- 우리문화 수상

### 녹음상
- 석화촌 - 김병수 수상

### 공로상
- 이종상 수상

### 신인상
- 불장난 - 전영 수상

### 문화영화장려상
- 한국교육 수상

### 건전작품상
- 쥐띠부인 - 합동영화 수상

### 반공영화작품상
- 평양 폭격대 - 안양영화 수상

### 최우수외화상
- 팻튼대전차군단 - 남화흥업 수상